# Ramiro Cortés (futbolista)
Sergio Ramiro Cortés Alba (La Serena, 27 de abril de 1931 - Santiago, 9 de noviembre de 2016) fue un futbolista chileno que se desempeñaba como mediocampista. Defendió la selección chilena en 36 oportunidades, y convirtió en 2 ocasiones.

## Trayectoria
En 1949 fue campeón nacional amateur con el equipo de su ciudad natal, La Serena. Su buena presentación en este campeonato lo llevó al fútbol profesional, al llegar a Audax Italiano en 1950. Con un gol que convirtió frente a Santiago Morning salvó a su escuadra de descender a Segunda División en 1960.
Terminó su carrera en Unión Española en 1964.

## Selección nacional
Con la selección consiguió el vicecampeonato en los Campeonatos Sudamericanos de Santiago 1955, y Montevideo 1956. Luego del sudamericano de Lima 1957 fue suspendido a perpetuidad de la selección por indisciplina junto a Misael Escuti y Carlos Cubillos, aunque solo cumplieron un año de castigo.
Actuó además en las clasificatorias para el Mundial de Suiza 1954, el Sudamericano de 1953 y los Panamericanos de 1952 y 1956.

## Clubes
| Club           | País  | Año       |
| -------------- | ----- | --------- |
| Audax Italiano | Chile | 1950-1961 |
| Unión Española | Chile | 1962-1964 |

## Palmarés

### Campeonatos nacionales
| Título           | Club           | País  | Año  |
| ---------------- | -------------- | ----- | ---- |
| Primera División | Audax Italiano | Chile | 1957 |